# Ysselsteyn

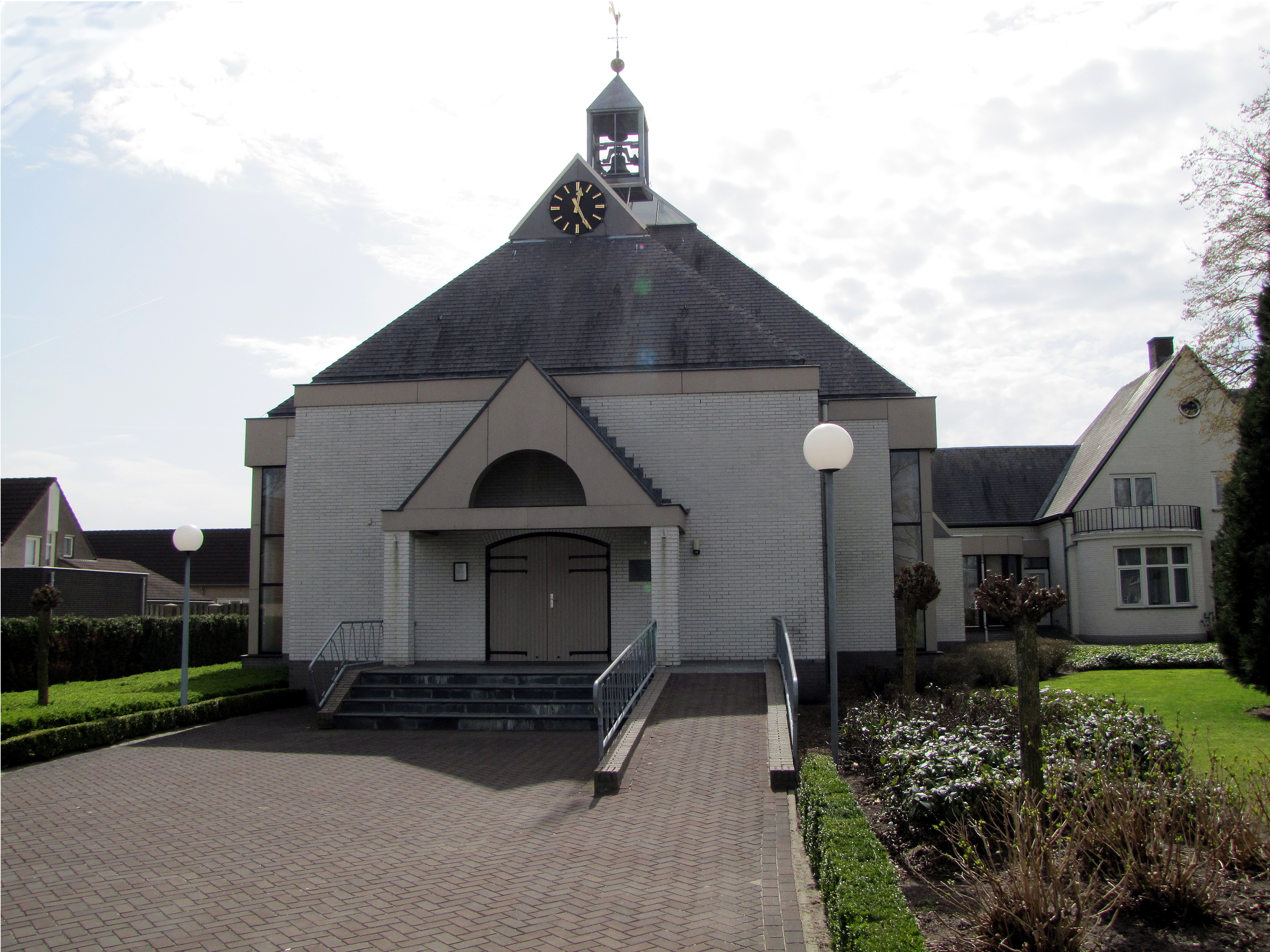
Kirche

Ysselsteyn ist ein Dorf in der Gemeinde Venray in der Provinz Limburg, in den Niederlanden. 

## Geschichte

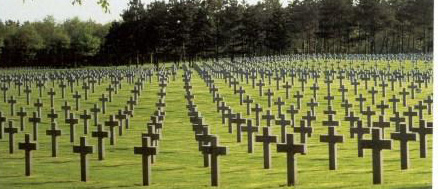
Deutsche Kriegsgräberstätte

Es wurde 1921 gegründet und nach seinem Gründer, Hendrik Albert van IJsselsteyn, dem damaligen Landwirtschaftsminister, benannt. Im Jahr 2008 hatte es 2170 Einwohner.
Ysselsteyns Hauptinteresse ist die Deutsche Kriegsgräberstätte Ysselsteyn am Timmermansweg 73, die etwa 28 Hektar umfasst und die Grabstätten von 31.598 deutschen Kriegstoten enthält, von denen die meisten im Zweiten Weltkrieg in den Niederlanden starben.

## Geboren in Ysselsteyn
- Gerrit van Bakel (1943–1984), Künstler
- Mike Teunissen (* 1992), Radrennfahrer
- Peter Winnen (* 1957), Radrennfahrer